# Hermann von Spaichingen
Hermann von Spaichingen († 1211) war Abt des Klosters Reichenau (1206).

## Leben
Hermann von Spaichingen stammte aus dem württembergischen Adelsgeschlecht Spaichingen, einem Lehensadel der Reichenau. Er war Mönch der Reichenau und kannte Abt Diethelm von Krenkingen wohl seit 1180 als Kellermeister und dann von 1197 bis 1204 als Propst der Reichenau.
1206 wurde er zum Abt der Reichenau gewählt, legte aber wegen gesundheitlichen Problemen sein Amt nach acht Monaten nieder. Über Investitur und Weihe fehlt jede Nachricht.
Von 1209 bis 1211 war er Küster der Reichenau und starb 1211.